# Lista de senadores do Brasil da 30.ª legislatura
Esta é a lista de senadores do Brasil da 30.ª legislatura do Congresso Nacional. Inclui-se o nome civil dos parlamentares, o partido ao qual eram filiados na data da posse, sua unidade federativa de origem, bem como outras informações. Esta legislatura do Senado Federal durou de 1 de fevereiro de 1915 a 31 de janeiro de 1917.

## Senadores em exercício ao fim da legislatura
| Imagem              | Nome                                                          | Início de mandato       | Fim de mandato          | Observações |
| Alagoas             | Alagoas                                                       | Alagoas                 | Alagoas                 | Alagoas |
| ------------------- | ------------------------------------------------------------- | ----------------------- | ----------------------- | --- |
|                     | Manuel Araújo Góis (Manuel José de Araújo Góis)               | 15 de novembro de 1906  | 16 de fevereiro de 1917 | [ 1 ] |
|                     | Manuel Gomes Ribeiro                                          | 15 de fevereiro de 1912 | 31 de dezembro de 2018  | Barão de Traipú |
|                     | Leopoldo Bulhões (José Leopoldo de Bulhões Jardim)            | 1° de fevereiro de 1909 | 31 de janeiro de 1917   | [ 3 ] |
| Amazonas            |                                                               |                         |                         | |
|                     | Antônio Luís von Hoonholtz                                    | 10 de fevereiro de 1912 | 31 de janeiro de 1917   | Barão de Tefé com honras de grandeza                                                                                              |
|                     | Gabriel Salgado (Gabriel Salgado dos Santos)                  | 1° de janeiro de 1912   | 31 de janeiro de 1917   | [ 7 ] |
|                     | Silvério José Nery                                            | 11 de fevereiro de 1904 | 11 de novembro de 1930  | Perdeu o mandato com a vitória da Revolução de 1930, que dissolveu os órgãos legislativos do país, partiu para o exílio na Europa |
| Bahia               |                                                               |                         |                         | |
|                     | Ruy Barbosa (Ruy Barbosa de Oliveira)                         | 15 de novembro de 1891  | 10 de março de 1921     | Renunciou o mantado em 1921 |
|                     | Luís Viana (Luiz Vianna)                                      | 2 de novembro de 1912   | 6 de julho de 1920      | Faleceu no exercício do cargo |
|                     | José Joaquim Seabra                                           | 1° de fevereiro de 1915 | 20 de março de 1920     | Suplente de José Marcelino de Sousa, posteriormente eleito Governador da Bahia (1920-1924)                                        |
| Ceará               |                                                               |                         |                         | |
|                     | Pedro Borges (Pedro Augusto Borges)                           | 13 de julho de 1904     | 31 de janeiro de 1917   | Governador do Ceará (1900-1904)                                                                                                   |
|                     | Tomás Accioly (Tomás Pompeu Pinto Accioly)                    | 1° de fevereiro de 1909 | 9 de setembro de 1918   | [ 13 ] |
|                     |                                                               |                         |                         | |
| Espírito Santo      |                                                               |                         |                         | |
|                     | Bernardino Monteiro (Bernardino de Sousa Monteiro)            | 1° de fevereiro de 1909 | 22 de maio de 1916      | Eleito Governador do Espírito Santo (1916-1920)                                                                                   |
|                     | Nestor Gomes                                                  | 1° de fevereiro de 1915 | 22 de maio de 1920      | Eleito Governador do Espírito Santo (1920-1924)                                                                                   |
|                     | Domingos Vicente (Domingos Vicente Gonçalves de Sousa)        | 1° de fevereiro de 1915 | 22 de outubro de 1916   | Faleceu no exercício do cargo |
| Distrito Federal    |                                                               |                         |                         | |
|                     | Irineu Machado (Irineu de Mello Machado)                      | 24 de julho de 1916     | 14 de novembro de 1923  | [ 17 ] |
|                     | Alcindo Guanabara                                             | 15 de novembro de 1912  | 20 de agosto de 1918    | Deixou a vaga no senado pela Guanabara, e acabara de ser eleito senador pelo Rio de Janeiro, veio a falecer no cargo              |
|                     | Paulo de Frontin (André Gustavo Paulo de Frontin)             | 1° de fevereiro de 1917 | 22 de janeiro de 1919   | Titulado Conde de Frontin pela Santa Sé                                                                                           |
| Goiás               |                                                               |                         |                         | |
|                     | Gonzaga Jaime (Luís Gonzaga Jaime)                            | 1° de fevereiro de 1909 | 29 de janeiro de 1921   | Faleceu no exercício do cargo |
|                     | Eugênio Jardim (Eugênio Rodrigues Jardim)                     | 28 de julho de 1923     | 25 de julho de 1926     | Tinha acabado de ser reeleito para o senado por Goiás, porém faleceu no exercício do primeiro mandato                             |
|                     |                                                               |                         |                         | |
| Maranhão            |                                                               |                         |                         | |
|                     | Manuel Costa Rodrigues (Manuel Bernardino da Costa Rodrigues) | 1° de fevereiro de 1915 | 29 de abril de 1929     | Faleceu no exercício do cargo |
|                     | Francisco Mendes de Almeida                                   | 1° de fevereiro de 1915 | 31 de janeiro de 1917   | [ 24 ] |
|                     | Fernando Mendes de Almeida                                    | 1° de fevereiro de 1915 | 26 de agosto de 1921    | Faleceu no exercício do cargo |
| Mato Grosso         |                                                               |                         |                         | |
|                     | Antônio Azeredo (Antônio Francisco Azeredo)                   | 1° de fevereiro de 1897 | 11 de novembro de 1930  | Perdeu o mandato com a vitória da Revolução de 1930, que dissolveu os órgãos legislativos do país, partiu para o exílio na Europa |
|                     | José Metello (José Maria Metello)                             | 1° de fevereiro de 1900 | 31 de dezembro de 1908  | [ 27 ] |
|                     | José Murtinho (José Antônio Murtinho Filho)                   | 1912                    | 1920                    | |
| Minas Gerais        |                                                               |                         |                         | |
|                     | Francisco Salles (Francisco Antônio de Salles)                | 1° de fevereiro de 1915 | 2 de fevereiro de 1923  | [ 30 ] |
|                     | Álvaro Bueno de Paiva (Francisco Álvaro Bueno de Paiva)       | 16 de novembro de 1922  | 4 de agosto de 1928     | Vice-Presidente da República (1920-1922), faleceu no exercício do cargo de senador                                                |
|                     | Bernardo Monteiro (Bernardo Pinto Monteiro)                   | 15 de novembro de 1910  | 24 de julho de 1924     | Faleceu no exercício do cargo |
| Pará                |                                                               |                         |                         | |
|                     | Justo Chermont (Justo Pereira Leite Chermont)                 | 1° de fevereiro de 1911 | 2 de abril de 1926      | Faleceu no exercício do cargo |
|                     | Índio Brasil (Artur Índio do Brasil e Silva)                  | 15 de novembro de 1906  | 14 de novembro de 1924  | [ 34 ] |
|                     | Lauro Sodré                                                   | 1° de fevereiro de 1912 | 31 de janeiro de 1917   | Voltou a ser eleito Senador pelo Pará, após um mandato pela Guanabara                                                             |
| Paraíba             |                                                               |                         |                         | |
|                     | Pedro da Cunha Pedrosa                                        | 28 de agosto de 1912    | 31 de março de 1917     | [ 36 ] |
|                     | Epitácio Pessoa                                               | 3 de maio de 1913       | 27 de julho de 1919     | [ 37 ] |
|                     | Valfredo Leal                                                 | 1° de fevereiro de 1909 | 31 de março de 2017     | [ 38 ] |
| Paraná              |                                                               |                         |                         | |
|                     | Alencar Guimarães                                             | 27 de abril de 1908     | 8 de outubro de 1920    | [ 39 ] |
|                     | Generoso Marques dos Santos                                   | 1° de fevereiro de 1909 | 22 de maio de 1926      | Governador do Paraná (1891) |
|                     | Francisco Xavier da Silva                                     | 15 de novembro de 1916  | 11 de junho de 1922     | Quatro vezes Governador do Paraná (1892-1893), (1894-1896), (1900-1904) e (1908-1912)                                             |
| Pernambuco          |                                                               |                         |                         | |
|                     | Dantas Barreto                                                |                         |                         | [ 42 ] |
|                     | João Ribeiro de Brito                                         |                         |                         | [ 43 ] |
|                     |                                                               |                         |                         | |
| Piauí               |                                                               |                         |                         | |
|                     | Firmino Pires Ferreira                                        |                         |                         | [ 44 ] |
|                     | Félix Pacheco                                                 |                         |                         | [ 45 ] |
|                     | Abdias da Costa Neves                                         |                         |                         | [ 46 ] |
| Rio de Janeiro      |                                                               |                         |                         | |
|                     | Lourenço Maria de Almeida Batista                             |                         |                         | [ 47 ] |
|                     | Érico Marinho da Gama Coelho                                  |                         |                         | [ 48 ] |
|                     | Miguel Joaquim Ribeiro de Carvalho                            |                         |                         | [ 49 ] |
| Rio Grande do Norte |                                                               |                         |                         | |
|                     | Elói de Sousa                                                 |                         |                         | [ 50 ] |
|                     | João de Lira Tavares                                          |                         |                         | [ 51 ] |
|                     | Antônio José de Melo e Sousa                                  |                         |                         | [ 52 ] |
| Rio Grande do Sul   |                                                               |                         |                         | |
|                     | José Gomes Pinheiro Machado                                   | 1° de janeiro de 1890   | 8 de setembro de 1915   | Presidente do Senado Federal (1902-1903)                                                                                          |
|                     | Rivadávia da Cunha Correia                                    | 7 de maio de 1916       | 9 de fevereiro de 1920  | Faleceu no exercício do cargo |
|                     | Vitorino Monteiro                                             | 10 de novembro de 1907  | 14 de novembro de 1920  | Governador do Rio Grande do Sul (1892)                                                                                            |
| Santa Catarina      |                                                               |                         |                         | |
|                     | Lauro Müller                                                  | 8 de maio de 1917       | 25 de novembro de 1926  | [ 56 ] |
|                     | Vidal Ramos                                                   | 29 de outubro de 1914   | 14 de novembro de 1927  | Eleito Governador de Santa Catarina (1914-1927)                                                                                   |
|                     |                                                               |                         |                         | |
| São Paulo           |                                                               |                         |                         | |
|                     | Francisco Glicério                                            | 28 de abril de 1902     | 12 de abril de 1916     | Faleceu no exercício do cargo |
|                     | Rodrigues Alves                                               | 3 de maio de 1916       | 14 de novembro de 1918  | Presidente da República (1902-1906)                                                                                               |
|                     | Alfredo Ellis                                                 | 15 de fevereiro de 1903 | 30 de junho de 1925     | Faleceu no exercício do cargo |
| Sergipe             |                                                               |                         |                         | |
|                     | Guilherme de Campos                                           | 1° de fevereiro de 1909 | 31 de janeiro de 1917   | [ 61 ] |
|                     | José Joaquim Pereira Lobo                                     | 16 de novembro de 1914  | 31 de janeiro de 1917   | [ 62 ] |
|                     | Antônio José de Siqueira Meneses                              | 15 de fevereiro de 1915 | 14 de novembro de 1923  | [ 63 ] |